# Scoliotidium lauracearum
Scoliotidium lauracearum är en svampart som beskrevs av Bat. & Cavalc. 1963. Scoliotidium lauracearum ingår i släktet Scoliotidium, divisionen sporsäcksvampar och riket svampar.   Inga underarter finns listade i Catalogue of Life.